# Amilaga
Amilaga is een geslacht van vlinders van de familie Uilen (Noctuidae).

## Soorten
- A. albapicata Holland, 1900
- A. albimacula Snellen
- A. albirenalis Moore, 1876
- A. editha Swinhoe, 1902
- A. fenisecalis Snellen, 1880
- A. geometroides Walker, 1857
- A. insolida Prout, 1928
- A. orgioides Walker, 1864